# Frea girardi
Frea girardi är en skalbaggsart som beskrevs av Stefan von Breuning 1978. Frea girardi ingår i släktet Frea och familjen långhorningar. Inga underarter finns listade i Catalogue of Life.